# Krzysztof Zborowski (podczaszy koronny)
Krzysztof Zborowski (data urodzin nieznana, zm. 1593) – podczaszy koronny (1574–1576), głośny awanturnik.
Syn Marcina Zborowskiego, brat Jana, Andrzeja i Samuela. Należał do znaczniejszych członków stronnictwa prohabsburskiego. W 1575 roku podpisał elekcję Maksymiliana II Habsburga. Gdy jego brat Samuel został skazany na banicję (1574), przebywał akurat za granicą. Spiskował przeciw Stefanowi Batoremu, próbował znaleźć protektorów w Austrii i Rosji. W 1585 roku sąd sejmowy skazał go na infamię. Po śmierci Batorego popierał Maksymiliana Habsburga, po porażce przeniósł się do Wiednia. Pozostał tam także po cofnięciu wyroku (1591).